# 中野越南
中野 越南（なかの　えつなん、本名：謙之介 けんのすけ、1883年10月1日 － 1980年8月31日）は、大正から昭和期の書家。
福井県で生まれ、京都を活動の場とし、京都で没した。書壇から距離をおいた書作人生を送り、孤高の書家として知られた。

## 来歴
1883年10月1日、福井県に生まれる。
1899年、尋常科準教員の講習を受け検定に合格、1900年に福井県武生小学校教員となる。校長から教案の字が下手だから習字を習うように勧められ、村田海石の手本を独習した。
1902年、中等学校習字科教員検定（文検）ならびに尋常科正教員検定に合格した。1903年、福井県白崎小学校校長となる。1904年、京都府師範学校から習字科教諭に招かれ、以後京都に住むことになった。1912年、結婚。
京都に来て10年間は書道の教員をしながらも書道に専心する気はなく、高文を受けるための勉強をしたり、中途半端な日々を送っていた。1914年、知り合いの京都帝大生の勧めで面会した裁判所判事横山孝太郎の夫人に「あれこれ迷わずに書一筋にやったらどうです。大阪の某書家は月収800円（師範学校の校長の月給は80円の時代）もあるそうですよ。」といわれたのがきっかけで書道に専念することを決意した。そして、京大の藤井乙男（国文学者）から吉沢義則（国文学者、歌人、書家）を紹介され、その示唆を受けて本阿弥切や寸松庵色紙などの古筆の複製印刷本を独習するようになった。
1915年、内藤湖南より側筆論を聴き、直側筆論の疑問の発端となる。1919年、東京でおこなわれた龍村平蔵の織物展覧会の解説を書き、その解説の書が古筆研究の第一人者であった田中親美の目にとまり激賞された。田中親美はその才能を見抜き越南の古筆研究に多大な便宜をはかった。当時の古筆蒐集家であった東京／横浜の原富太郎（三渓）、団琢磨、高橋箒庵、吉田丹左衛門、名古屋の関戸守彦、森川勘一郎などの諸富豪を紹介された。その最初に見たのが原家所蔵の高野切第一種で、晩年、「こんな立派な字が人間技かなぁと感激した」と述懐している。越南の古筆研究は、容易に写真を撮れない時代にあって、月数回東京に出向き諸富豪所蔵の名品をその場でじっくりと鑑賞して心に納め、家に帰ってその調子を思い出してそれを模倣した書写を試みるといった方法で行われた。田中親美は当時の越南の古筆研究について「全生命をかけるぐらいの熱心さであった」と記している。
1922年、山本行範、出雲路敬通を知る。1926年、日本女子習字帖（吉澤義則撰文）を揮毫。1932年、平安書道会に入会し理事に就任。
1945年、京都府師範学校を退職する。1947年、水明書道会が設立され会長になる。1949年、毎日書道展特別会員になる。1950年、金子鷗亭を知る。
1955年、東本願寺遠忌大標札を揮毫。1956年、席書第1回展を建仁寺で催す。以後、1979年まで2-3年毎に開催される。
1957年、第1回朝日現代書道20人展に出品（1958年まで）。1959年、日展に特別招待出品。
1979年、京都市文化功労者として表彰される。1980年8月31日没。

## 書業

### 古筆への接近
越南の作品集を編集するために越南の仮名作品の全貌を調査した金子鷗亭によれば、田中親美は手元で料紙の佳品が出来ると必ず越南に送り、越南はこれに仮名を書いて送り返すということが1965年頃まで行われていたという。その中で、1921年から1935年頃までの作品は、「古筆に似通っているなどという域をはるかにこえて、料紙さえ古ければ平安朝初期の作と思わせるだけの、品格と、高度の技法を示している。」と評価している。実際に、越南のかな作品が相沢春洋により古筆と鑑定されるという出来事も起こっている。

### 苦悩と脱皮の時代
全生命をかけるぐらいの熱心さで古筆を学んでいた越南であったが、一方ではその最中から立派な漢字を書きたいとの思いが芽生えていた。また漢字を仮名にどう調和させるか、用筆法での直筆・側筆の問題など、大きな問題にぶち当たり悩みぬく日々が続いた。さらに、貧農の家に生まれた自分は昔の公卿貴族とは生活が根本から違っており、上代の風格や気韻を自分のものとして表現できる筈がないとの考えが強くなっていった。このようにして1940年前後から古典・古筆からの脱却が始まった。

### 戦後の書
戦後の越南は、漢字、仮名の区別なく独自の書を追求した。仮名については、平安朝の模倣は捨てて、「仮名のもとは草書であるから、仮名を書くときにその本体を自分の心で書こうと専心考えた」と述べている。また、漢字については王羲之時代のものが標準であって、形、崩し方などを会得できれば、あとは、「各種の物まねはやらずに自己の心の奥深くを追求するのが当然の態度である」と述べている。実際、70歳を過ぎたころには、王羲之の法帖等もすべて門人に与えてしまって、手元には残っては無かったとされる。その越南が求めたのは、“線質”と“無心”であった。

### 書法の探求
内藤湖南の側筆論に端を発した直筆・側筆の問題は、長年悩みぬいた末に、「どっちがよいのかわからんが、私は直筆にきめて、もう迷やせん」と直筆で行くことで決着した。しかしその後も直筆をいかに用筆すべきかの探求は80歳代後半まで続いた。墨美誌で公開された越南の備忘録（73歳から76歳）によれば、その３年間だけでも18回の書法に関する記事があり、理想の線を得るための昼夜を分かたぬまでの精励刻苦の探求ぶりが示されている。

### 無心の書
戦後の越南は、作意の書はだめで、“無心”になって書いたものが真の書であると考えた。日比野五鳳は、越南の戦後の書作を、「禅僧の書を多分に見入られて、制作以前の一人の人間としての姿を、直截に筆を執る自己の肉体に還元しようとする、つまり、作品は存在の記号であり、象徴であるという、書の本質をついた独創の作品をつくられました」と評している。また、門人、知己は、越南が微醺を帯びると無我の境地に入りやすいとのことで、そのような境地で揮毫出来るような機会（楽書会、その後、席書会）を設けた。酒宴の後、越南が各人の希望する言葉を揮毫するもので、多くの作品が生みだされた。門人の安達嶽南によれば、その時の様子は、「先生の筆を見ていると生き物のようで、後から後から書を吐き出して、次々の紙に字句がぴったりはまっていく。字句を見、料紙を見つめられたその瞬間、白紙の上に文字が焼き付けられて、それを掘り起こして行かれるようにも感じられる。『凡てがその瞬間の中野越南の書だ』とおっしゃる。」といった様子であったという。後日、寺の方丈などを借りて１日限りの展覧会がおこなわれ、作品は参加者の所有になった。越南は揮毫料を受け取ることを拒否し世話方は困窮したが、越南の没後、京展に設けられた中野賞の原資となった。

## 書道界との関わり
戦前の京都には学者を中心とした書道団体、平安書道会があり、越南もその理事を務めていたが、過熱する会の運営には否定的で、同会で文部大臣賞を設ける話が出たときには、1つだけ出る文部大臣賞は特定の流儀に偏る弊害があるだけで何の得るところもないと強硬に反対し頓挫させ、副会長の長尾雨山翁を激怒させている。また田中親美の勧めで東京の東方書道会にも属していたが審査は断り、出品のみしていた。
戦後の書道界は、日展、毎日展などを中心に展覧会芸術としての方向で発展したが、越南はその審査をひどく嫌った。作品の優劣は見る人の好みと見識に任せるべきで、審査をして個性を縮めることは望ましくないという信念があり、中央の展覧会からの審査員依頼はことごとく辞退した。金子鷗亭は越南を高く評価して、雑誌『書品』に越南を紹介する論文を発表しているが、越南の審査嫌いに対しては、「審査といえばまるで親のかたきにでも会ったの如くあしらっている。---中略---　中野のような人ばかりでは書壇は持たない」と述べている。したがって越南は日展に参加していないが、若い書家で日展に参加したい者には、日展系の大家に紹介する便宜を図っている。
越南は世俗的な地位、名誉には無関心で、“孤高の書家”と評された。最晩年に京都市文化功労者として顕彰されたことを除けば栄誉とは全く無縁であった。越南の没後においてさえ、書壇に否定的な生き方をした中野越南の展覧会を開いたら関西書壇はつぶれてしまうと関西書壇の某リーダーが述べたとの逸話があるが、一方で越南を熱烈に慕う書家も少なくなかったとされる。
2010年に没後30年展が成田山書道美術館で開催され、越南の書は、戦後に隆盛を極めた造形主義の書の対極にあるものとして位置づけられ、再評価された。

## 作品
北海道立函館美術館、成田山書道美術館、京都市美術館などに、金子鷗亭、安達嶽南、古谷蒼韻らの寄贈により多くの作品が収蔵されている。